# Hemicránea paroxística
La hemicránea paroxística es un tipo de cefalea poco habitual. Se manifiesta por episodios de dolor de cabeza unilateral que afectan preferentemente a la región ocular, temporal o frontal, siempre en el mismo lado. Los episodios de dolor son de corta duración, entre 2 y 45 minutos, pero se repiten con mucha frecuencia, hasta 40 veces al día. El dolor es muy intenso y se acompaña de una serie de síntomas, como enrojecimiento ocular, lagrimeo, taponamiento nasal, rinorrea y ptosis palpebral. Existen 2 variedades de la enfermedad que se llaman hemicránea paroxística episódica y hemicránea paroxística crónica. El tratamiento consiste en la administración de indometacina que alivia los síntomas con rapidez.

## Diagnóstico diferencial
La hemicránea paroxística tiene unos síntomas parecidos a los de la cefalea en racimos, sin embargo la primera es más frecuente en mujeres, la duración del episodio es más corta, la repetición de los ataque más numerosa, el dolor no se alivia con medicamentos de la familia de los triptanes y sí con indometacina.